# 七尾短期大学
七尾短期大学（日语：／ Nanao Tankidaigaku *），简称七短（ななたん），是过去一所位于日本石川县七尾市的私立短期大学。

## 概要

### 简介
- 短期大学为于1988年开办、由学校法人七尾短期大学经营、是男女同校。招生到于2002年、停办于2004年[2]。

### 历史
- 1988年 七尾短期大学成立并同时设置一个学科即经营信息学科[注 1][2]。
- 2002年 招生最后、次年停止招生（正式停办于2004年11月26日[2]）。

## 学校环境
- 校区：在了石川县七尾市

## 历任校长
- 植村元觉：第一代短期大学校长[3]。

## 组织

### 学科
- 经营信息学科[注 1]

### 专科
| - 没有 |

### 业余课程
| - 没有 |

## 相关链接
- 日本短期大学列表